# Воронин, Александр Иванович (генерал-лейтенант)
Александр Иванович Воро́нин (1908,  Муромский уезд Владимирской губернии, Российская империя — март 1990, Москва, Советский Союз) — деятель советских спецслужб, генерал-лейтенант (1945). Начальник Управления КГБ по Красноярскому краю.

## Ранние годы
Родился в русской семье рабочего-шлифовщика. Окончил сельскую школу села Кубово в 1918, слушатель Владимирской губернской школы советского и партийного строительства (сентябрь 1923 — июнь 1924).
Ученик у частного портного, деревня Рогово Павловского уезда Нижегородской губернии, с декабря 1919 по май 1920. Работал в хозяйстве отца, деревня Кожанка, с мая 1920 по июнь 1921. Упаковщик, смазчик ножей, ученик на фабрике стальных изделий, посёлок Белайково, с июня 1921 по сентябрь 1923. Вновь работал в хозяйстве отца, в течение двух лет, с июня 1924 по июнь 1926. Инструктор Муромского уездного комитета ВЛКСМ с июня по сентябрь 1926. Секретарь ячейки ВЛКСМ лесозавода, станции Волосатая Московско-Курской железной дороги, с сентября 1926 по февраль 1927. Председатель Больше-Григоровского волисполкома, с февраля 1927 по март 1928. Председатель Метерского волисполкома с апреля 1928 по июль 1929. Заместитель секретаря ячейки ВКП(б) текстильной фабрики «Марксист», деревня Паустово, с июля по сентябрь 1929. Секретарь партколлектива, село Никологоры, с сентября 1929 по август 1930. Секретарь ячейки ВКП(б) на строительстве гавани Нижегородского автозавода с сентября по декабрь 1930. Секретарь ячейки ВКП(б) механической базы Нижегородского автозавода с декабря 1930 по май 1931. Секретарь ячейки ВКП(б) Промышленного района Нижегородского автозавода с мая по сентябрь 1931. Секретарь парткома кузницы № 1 Нижегородского автозавода с октября 1931 по апрель 1932. Заведующий агитационно-массовым отделом парткома Горьковского автозавода с апреля 1932 по октябрь 1933. Секретарь партийного комитета прессово-кузнечного цеха Горьковского автозавода с октября 1933 по январь 1937.

## В органах государственной безопасности
В органах НКВД—НКГБ—МГБ—КГБ слушатель курсов при Центральной школе НКВД СССР с января по февраль 1937. Стажёр в отделе ГУГБ НКВД СССР с 11 февраля 1937 по 23 апреля 1937. Помощник начальника 1-го отделения 6-го отдела ГУГБ НКВД СССР с 23 апреля 1937 по март 1938. Помощник начальника отделения 1-го отдела 3-го управления НКВД СССР с марта 1938 по июнь 1938. Помощник начальника 5-го отделения 1-го отдела 3-го управления НКВД СССР июня по сентябрь 1938. Помощник начальника 5-го отделения 1-го отдела ГТУ НКВД СССР с сентября по 1 октября 1938. Референт секретариата НКВД СССР с 1 октября по декабрь 1938.
Депутат Верховного Совета СССР 1-го созыва (доизбран).
Начальник УНКВД-УНКГБ Сталинградской области с 29 декабря 1938 по 9 октября 1944. Начальник УНКГБ—УМГБ Львовской области с 9 октября 1944 по 9 декабря 1948.
Заместитель министра геологии СССР с 11 апреля 1949 по 20 марта 1953.
Начальник 6-го специального отдела МВД СССР с 20 марта по 10 декабря 1953. Начальник УМВД Красноярского края с 10 декабря 1953 по апрель 1954, затем начальник УКГБ Красноярского края с 21 мая 1954 по 9 июля 1958.
Старший советник, старший консультант КГБ при СМ СССР в Албании со 2 августа 1958 по 10 марта 1961.
Начальник УКГБ Брянской области с 8 июня по 18 августа 1962. Уволен в запас КГБ с октября 1962 года.

## Специальные звания
- Лейтенант государственной безопасности, 23 апреля 1937;
- Майор государственной безопасности, 17 января 1939;
- Старший майор государственной безопасности, 2 июля 1942;
- Комиссар государственной безопасности 3-го ранга, 14 февраля 1943;
- Генерал-лейтенант, 9 июля 1945.

## Награды
- орден Красной Звезды (26.04.1940)[5];
- знак «Заслуженный работник НКВД» 04.02.1942;
- орден Трудового Красного Знамени (??.07.1942);
- орден Красного Знамени (20.09.1943)[6];
- орден Суворова 2-й степени[7] 08.03.1944. Отменен Указом ПВС СССР от 04.04.1962 (ГАРФ. Ф.7523. Оп.77. Д.201. Л. 130);
- орден Трудового Красного Знамени (23.01.1948)[8] ;
- орден Красного Знамени (29.10.1948)[9]
- медаль «За боевые заслуги» (1949)[10];
- орден Красной Звезды (05.11.1954)[10];
- знак «Заслуженный сотрудник госбезопасности» 23.12.1957;
- орден Отечественной войны 1-й степени (12.04.1985)[11];
- орден «Знак Почёта»;
- медали СССР.

## Сочинения
- Воронин А. И. Щит и меч Сталинграда. Волгоград, 1982.